# احمدآباد (تنگستان)
احمدآباد، روستایی است از توابع بخش مرکزی شهرستان تنگستان استان بوشهر ایران.

## جمعیت
این روستا در دهستان باغک قرار داشته و بر اساس سرشماری سال ۱۳۸۵ جمعیت آن ۴۳۱نفر (۱۰۹خانوار) بوده‌است.